# Rhammatocerus brunneri
Rhammatocerus brunneri är en insektsart som först beskrevs av Giglio-tos 1895.  Rhammatocerus brunneri ingår i släktet Rhammatocerus och familjen gräshoppor. Inga underarter finns listade i Catalogue of Life.